# Leonel Power
Leonel Power, także: Lionel, Leonell, Leonelle, Lyonel; Powero, Polbero, Leonellus Anglicus (ur. ?, zm. 5 czerwca 1445 w Canterbury) – angielski kompozytor.

## Życiorys
Nie zachowało się zbyt wiele informacji o jego życiu, brak informacji na temat odbytych przez niego studiów. Kierował chórem i pełnił posługę w kaplicy domowej na dworze Tomasza, księcia Clarence (brata króla Henryka V). Od 1423 roku był członkiem bractwa Christ Church przy katedrze w Canterbury. Tamże w latach 1441–1445 kierował chórem chłopięcym i uczył śpiewu chłopców przy kaplicy Matki Boskiej. Napisał traktat teoretyczny Upon the Gamme (rękopis z około 1450 w zbiorach British Library, sygn. Landsdowne 763).

## Twórczość
Był najwybitniejszym obok Johna Dunstable’a przedstawicielem muzyki angielskiej XV wieku. Tworzył wyłącznie muzykę religijną, w tym msze, części mszalne i muzykę do różnych tekstów liturgicznych w języku łacińskim. Podstawowy zbiór kompozycji Powera zachował się w Old Hall Manuscript. Dokładna liczba jego utworów jest trudna do ustalenia, autorstwo wielu z nich jest niepewne. Uważany jest za jednego z pionierów cyklu mszalnego o jednolitym charakterze. Części mszalne Powera pisane były na 3, 4 lub rzadziej 5 głosów, w oparciu o cantus firmus, z melodią chorałową występującą w całości w głosach górnych lub tenorze lub też z wykorzystaniem jej części jako motywów czołowych.